# فضاء فوك

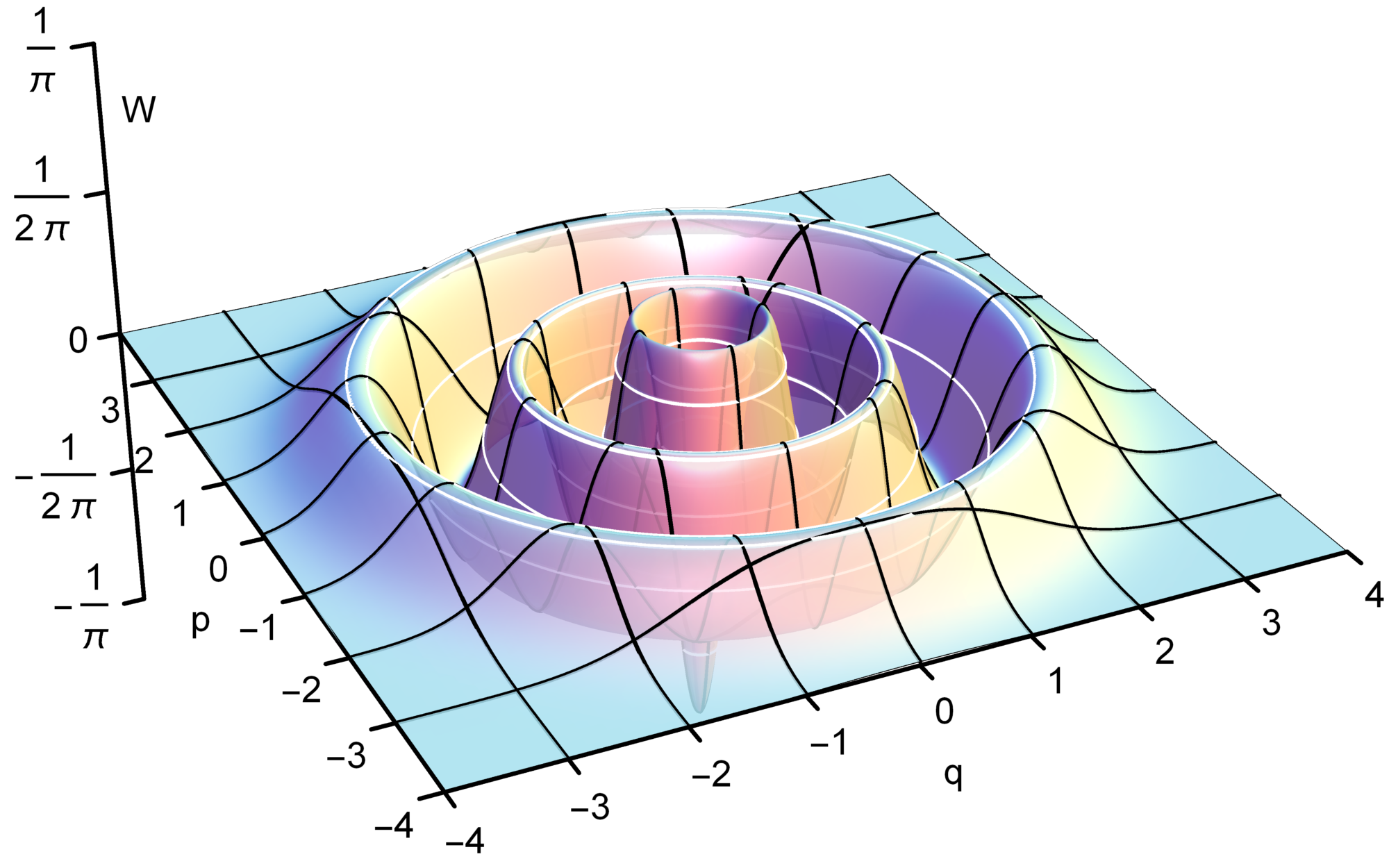
دالة ويغنر لحالة فوك برقم الفوتون n=5.

فضاء فوك هو بناء جبري يستخدم في ميكانيكا الكم لبناء حالة كمومية متغيره أو لعدد غير معروف لجزيئات متطابقة من جسيم واحد في فضاء هيلبرت . سميت تيمنا بفلاديمير فوك الذي قدمها للمرة الأولى في عام 1932 في ورقة بحثية بعنوان «مساحة التكوين والتكويد الثانية» (بالالمانية: Konfigurationsraum und zweite Quantelung).
بشكل غير رسمي ، فإن فضاء فوك هو حصيلة جمع لمجموعة من فضاءات هيلبيرت تمثل حالة جسيمات صفرية، وحالة جسيمات أحدية، وحالة جسيمات ثنائية، وما إلى ذلك.
من الناحية الفنية فإن فضاء فوك هو (اكتمال فضاء هيلبرت) المجموع المباشر للتنسورات المتماثلة أو غير المتماثلة في قوى التوتر لجسيم واحد من فضاء هيلبرت H/
{\displaystyle F_{\nu }(H)={\overline {\bigoplus _{n=0}^{\infty }S_{\nu }H^{\otimes n}}}~.}